# Tom McBeath

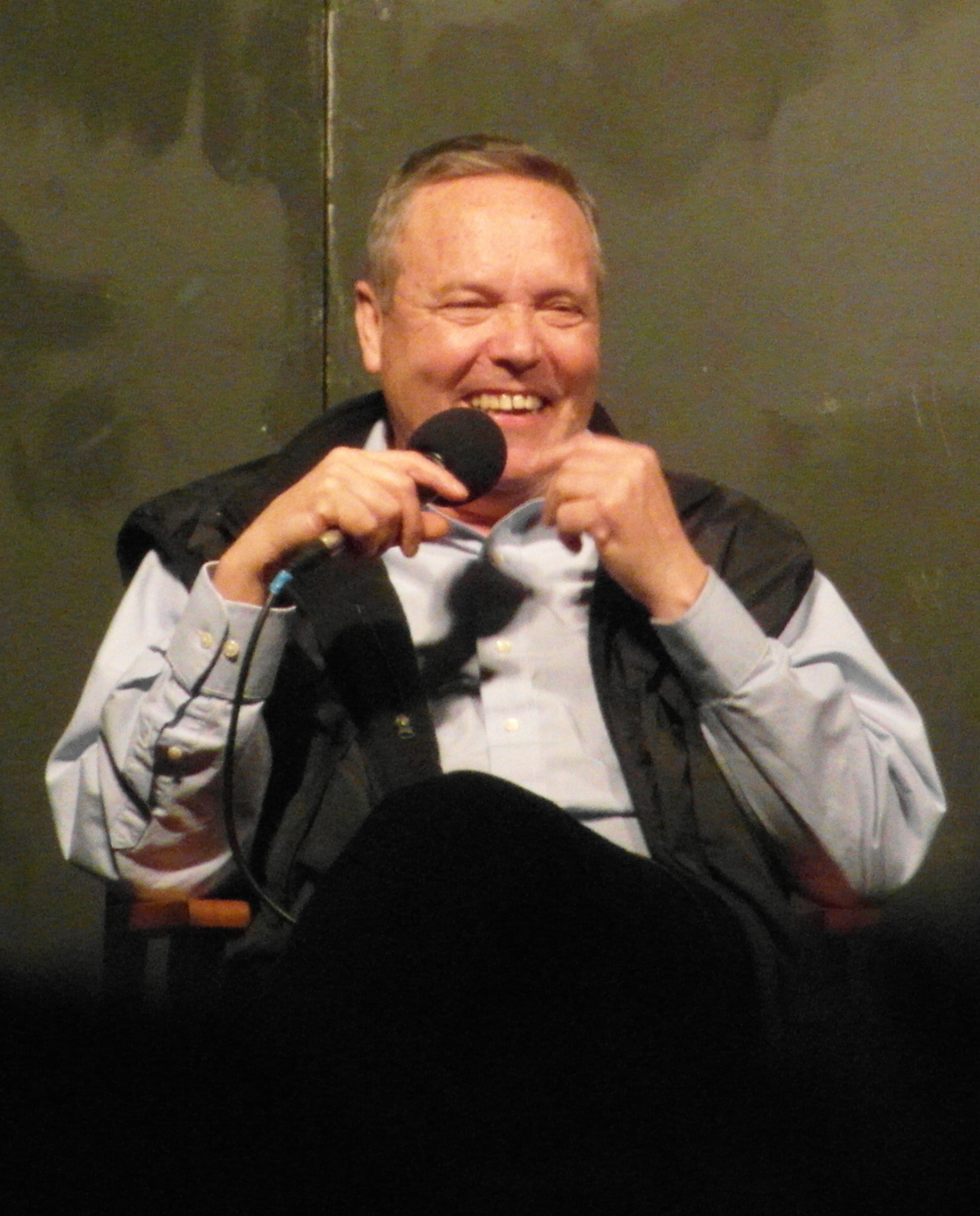
Tom McBeath (2012)

Tom McBeath (* in Vancouver, Kanada) ist ein kanadischer Schauspieler.

## Leben
Tom McBeath ist der Sohn eines schottischen Einwanderers. Er startete seine Berufskarriere 1968 als Computer-Programmierer bei Air Canada Finance in Winnipeg. In seiner Freizeit spielte er ab 1970 am Amateurtheater mit und war 1972 bei fünf Amateurtheatergruppen aktiv und verbrachte mehr Zeit auf der Bühne als bei seinem Job. Also entschied er sich an der University of Alberta und später am Playhouse Acting School Schauspiel zu studieren. Bis zu seinem Filmdebüt in einer kleinen Rolle in dem 1984 ausgestrahlten Fernsehkrimi Glitter Dom – Im Würgegriff der Glitzerwelt spielte McBeath Theater. Er konnte sich als Filmschauspieler etablieren und spielte seitdem in Filmen wie Doppelmord, Im Netz der Spinne, Aliens vs. Predator 2 und Watchmen – Die Wächter mit.
Parallel zu seinen Film- und Theaterrollen spielte McBeath auch in mehreren Fernsehfilmen und -serien mit. So spielte er von 2006 bis 2007 zehn Folgen lang Roger Deakins in der Mystery-Krimiserie Intelligence. Einem breiten Publikum wurde er allerdings als Harry Maybourne, den er in elf Folgen der Science-Fiction-Serie Stargate – Kommando SG-1 verkörperte, bekannt.

## Filmografie (Auswahl)

### Film
- 1984: Glitter Dom – Im Würgegriff der Glitzerwelt (Glitter Dom)
- 1985: Die Qual der Ungewißheit (Into Thin Air)
- 1985: In der Hitze von New York (Certain Fury)
- 1987: Und plötzlich war Weihnachten (Christmas Comes to Willow Creek)
- 1988: Angeklagt (The Accused)
- 1989: Seitensprünge (Cousins)
- 1990: Ehebruch – Einer war ihr nicht genug (Burning Bridges)
- 1990: Ein fremder Klang (Cadence)
- 1990: Narrow Margin – 12 Stunden Angst (Narrow Margin)
- 1991: ...und den Weihnachtsmann gibts doch! (Yes Virginia, There Is a Santa Claus)
- 1991: Martyrium einer Mutter (My Son Johnny)
- 1991: Run – Lauf um dein Leben (Run)
- 1992: Kein Engel auf Erden (The Man Upstairs)
- 1992: Wege aus dem Nichts (Miles from Nowhere)
- 1993: Der Seewolf (The Sea Wolf)
- 1993: Herz in Fesseln (Without a Kiss Goodbye)
- 1994: Happy der glückliche Hase (Happy, the Littlest Bunny)
- 1994: Eingeschneit – Weihnachten im Schneesturm (A Christmas Romance)
- 1995: Black Fox – Die Rache ist mein (Black Fox: Good Men and Bad)
- 1995: Das Versteckspiel (Hideaway)
- 1995: Hilferuf aus den Flammen (Not Our Son)
- 1996: Jagdgründe des Verbrechens (The Limbic Region)
- 1996: Kaltblütig (In Cold Blood)
- 1997: Absturz in der Wildnis (True Heart)
- 1997: Aircrash – Katastrophe beim Take Off (Final Descent)
- 1997: Schmutzige Tricks in Reno (Tricks)
- 1998: Agent Nick Fury – Einsatz in Berlin (Nick Fury: Agent of S.H.I.E.L.D.)
- 1998: Firestorm – Brennendes Inferno (Firestorm)
- 1999: Doppelmord (Double Jeopardy)
- 1999: Verhängnisvolle Vergangenheit (A Murder on Shadow Mountain)
- 2000: They Nest – Tödliche Brut (They Nest)
- 2001: Im Netz der Spinne (Along came a Spider)
- 2002: Die Sünden der Väter (Sins of the Father)
- 2005: Supervulkan (Supervolcano)
- 2007: Aliens vs. Predator 2 (Aliens vs. Predator: Requiem)
- 2009: Alien Trespass
- 2009: Wake Up! – Lebe deinen Traum (Living Out Loud)
- 2009: Watchmen – Die Wächter (Watchmen)
- 2010: Santa Pfotes großes Weihnachtsabenteuer (The Search for Santa Paws, Stimme)
- 2012: Das Philadelphia Experiment – Reactivated
- 2015: No Men Beyond This Point
- 2019: Weihnachtliche Begegnung – Liebe ist mehr als ein Zufall (A Godwink Christmas: Meant for Love, Fernsehfilm)

### Serien
- 1987–1989: 21 Jump Street – Tatort Klassenzimmer (21 Jump Street, zwei Folgen)
- 1990–1991: Mom P.I. (zwei Folgen)
- 1993–1996: Akte X – Die unheimlichen Fälle des FBI (The X-Files, drei Folgen)
- 1994–1996: Highlander (zwei Folgen)
- 1995–1998: Outer Limits – Die unbekannte Dimension (The Outer Limits, zwei Folgen)
- 1996–1998: Millennium – Fürchte deinen Nächsten wie Dich selbst (Millennium, zwei Folgen)
- 1997: Viper (Gastauftritt, Staffel 3, Folge 9 Der Unfall)
- 1998–2004: Cold Squad (zwei Folgen)
- 1998–2005: Stargate – Kommando SG-1 (Stargate SG-1, elf Folgen)
- 2000–2003: Da Vinci’s Inquest (zwei Folgen)
- 2006–2007: 4400 – Die Rückkehrer (4400, drei Folgen)
- 2006–2007: Intelligence (zehn Folgen)
- 2007, 2013: Supernatural (zwei Folgen)
- 2010: Shattered (eine Folge)
- 2011: Sanctuary – Wächter der Kreaturen (Gastauftritt, Staffel 3, Folge 20 und Staffel 4, Folge 2)
- 2011: Endgame (Episode: The Other Side of Summer)
- 2014: Motive (1 Folge)
- 2017: Van Helsing (2 Folgen)
- 2017–2019, 2021–2023: Riverdale